# All Is Fair in Love and War (film, 1908)
Pour les articles homonymes, voir All Is Fair in Love and War.
Pour plus de détails, voir Fiche technique et Distribution.
All Is Fair in Love and War est un film muet américain réalisé par Gilbert M. Anderson et sorti en 1908.

## Fiche technique
- Titre : All Is Fair in Love and War
- Réalisation : Gilbert M. Anderson
- Scénario :
- Photographie :
- Montage :
- Producteur :
- Société de production : The Essanay Film Manufacturing Company
- Société de distribution : The Essanay Film Manufacturing Company
- Pays d'origine :  États-Unis
- Langue : film muet avec les intertitres en anglais
- Format : Noir et blanc — 35 mm — 1,33:1 — Muet
- Genre : Comédie
- Durée :
- Dates de sortie :
  -  États-Unis : 4 mars 1908